# Password (jogos eletrônicos)
Uma password (em português, "senha"), em videojogos, principalmente nos jogos 8 e 16 bits é basicamente uma série de caracteres que quando era inserida no jogo, permitia o jogador acessar um nível específico, desbloquear recursos ou retomar o progresso. Ó password continha toda a informação necessária para continuar o jogo. Ó sistema de Passwords era usado para diminuir o custo dos antigos cartuchos, já que os primeiros Memory Cards eram dentro dos jogos, o que aumentava (até dobrava) os custos de produção. Passwords ajudavam os jogos a custarem menos, principalmente para produtoras menores da época. Com a vinda das mídias ópticas, produtoras maiores necessitavam da criação de uma memória não-volátil no console, na forma de memory card interno (criado pelo Sega CD). Sistema este, que gravava o jogo quando era desligado. Alguns jogos modernos ainda usam Passwords é como uma homenagem aos sistemas e redes antigos ou para conservar blocos de memória, devido a antiga limitação em blocos de memória, como nos memory cards da PlayStation, que comportavam 15 blocos, ou seja,15 jogos diferentes (ou menos, porque alguns jogos necessitavam de mais de um bloco, o que e chamado de "Link-Block"). Jogos de Plataforma e jogos de Puzzles eram famosos em uso de passwords, porque a data necessária para salvar era muito pequena, não sendo necessário consumir um bloco inteiro de memória, a menor unidade do Memory Card do Playstation.

## Complexidade de passwords
A complexidade de passwords dependia do número de variáveis que seriam registradas. Jogos que necessitavam apenas do level para ser gravado, uma única palavra ou algumas letras sem sentido, eram suficiente. Jogos mais complexos utilizavam muitos caracteres combinados em algoritmo. Apesar de ser possível "traduzir" saves de jogos em passwords, mesmo de títulos complexos, o uso prático disto é questionável. Em jogos como RPG, em que centenas de informações precisam ser gravadas, as passwords teriam milhares de caracteres, invalidando seu uso.
Em outras línguas com menos caracteres, as passwords podem ser menores. Por exemplo, o japonês possui muito mais caracteres do que inglês:
- numerais ... 10
- hiragana e katakana ... 46 a 83 cada
  - 46 caracteres normais (ou 48 sendo raramente usados ゐ e ゑ)
  - 9 ou 10 caracteres pequenos ... "ぁぃぅぇぉっゃゅょ" e o raramente usado "ゎ"
  - 25 caracteres vocais ... como "が" e "ぱ"
- alfabeto ... 26 (ou 52 com minúsculas)

Passwords japonesas podem ter mais váriaveis. Por exemplo, variações japonesas de Dragon Quest, diferente da versão americana, usam muito mais caracteres, já a versão americana necessitou de implementar um memory card interno no carthucho do NES.
Normalmente, devido a natureza, tipo e tamanho de uma password, é muito dificil tentar "adivinhar" códigos. No entanto, no caso de passwords com letras comuns, uma password pode ser encontrada por tentativa e erro(como o famoso código JUSTIN BAILEY do jogo Metroid).

## Vantagens e Desvantagens
Apesar de passwords aparentarem ser arcaicas, elas ainda possuem vantagens, comparando ao modelo moderno de saves:
- portabilidade: elas podem ser levadas de um lugar ao outro sem a necessidade de memory cards, memory units e outras mídias de transferencia de data. Em jogos de cartucho, a memória interna dos consoles permitia jogar o mesmo jogo em diferentes cartuchos, sem perdas ao trocar o cartucho.
- Sempre funciona: Enquanto Saves podem se corromper, passwords sempre vão funcionar, enquanto o jogo funcionar. Alguns cartuchos produzidos com memória interna (não-volátil, entre 1990 e 1995) tinham sua memória danificada pelo longo ou mal uso, além disso, usuários de memory cards podiam perder seus saves se a unidade fosse danificada fisicamente tivesse saves corrompidos.
- Espaço: Em jogos de consoles (até o disco rígido do Xbox ter aparecido), existia um limite de espaço para saves.
- Independencia da versão: Em jogos de computador, patchs, atualizações e outros podem fazer os saves atuais ficarem inuteis, problema que não existe em jogos com passwords.

Porém, existem muitas desvantagens:
- "Mídia": A "mídia" usada para guardar passwords costumava ser um pedaço de papel de anotações, se o papel fosse perdido, danificado, ou mesmo se a password fosse copiada com erros, ela poderia não funcionar.
- complexidade e necessidade de intervenção humana: algumas passwords tinham mais de 20 caracteres de tamanho. Não apenas isso as tornava entediantes e dificeis de serem inseridas, um único erro ao escrever uma password no papel, poderia significar uma password ínutil ou perdida. Existiam erros de interpretação, como 0 (número zero) e O (a letra "O"), apesar disto poder ser facilmente testado e conferido.
- menor número de váriaveis: Devido a limitação de tamanho das passwords, elas não podiam gravar muitas variaveis, por isso, RPGs, alguns jogos de aventura e outros complexos não podiam usar passwords. A complexidade dos jogos hoje em dia torna impraticavel seu uso.

## Uso moderno
Hoje em dia, passwords são usadas apenas para obtenção de itens, personagens e coisas secretas em jogos, ou para gravar recordes em tabelas online, sendo seu antigo uso (para gravar progresso no jogo) praticamente ter sido abolido.